# LaMDA
LaMDA (англ. Language Model for Dialogue Applications, языковая модель для диалоговых приложений) — семейство разговорных нейронных языковых моделей, разработанных Google. Первое поколение было анонсировано во время презентации Google I/O 2021 года, а второе поколение было анонсировано на мероприятии следующего года. В июне 2022 года LaMDA привлекла всеобщее внимание, когда инженер Google Блейк Лемуан заявил, что чат-бот обладает разумом. Научное сообщество в значительной степени отвергло утверждения Лемуана, хотя это привело к разговорам об эффективности Теста Тьюринга, который измеряет, может ли компьютер сойти за человека.

## Метод
LaMDA использует языковую модель трансформера только для декодера. Он предварительно обучается на текстовом корпусе, который включает в себя как документы, так и диалоги, состоящие из 1,56 триллиона слов, а затем обучается с помощью данных тонкой настройки, сгенерированных вручную аннотированными ответами для обеспечения понятности, интересности и безопасности. Тесты, проведенные Google, показали, что LaMDA превзошла человеческие ответы в области интересности. Трансформаторная модель LaMDA и внешняя система поиска информации взаимодействуют для повышения точности фактов, предоставляемых пользователю.

## Продукты
В августе 2022 года Google анонсировала приложение AI Test Kitchen, которое давало возможность пообщаться с чат-ботом, разработанным на основе искусственного интеллекта LaMDA 2.
В феврале 2023 года Google представили чат-бота Bard (позже переименован в Gemini), который стал ответом на набравший огромную популярность ChatGPT. Сервис был создан на основе языковой модели LaMDA. Будучи интегрированным в поисковую систему, он позволяет генерировать ответы на вопросы пользователей. В компании сказали, что первоначально Bard будет использовать меньшую модель LaMBDA, что потребует меньшей вычислительной мощности и сделает сервис более доступным. Перед публичным запуском возможность взаимодействовать с продуктом получили только участники закрытого тестирования. 21 марта 2023 года чат-бот был открыт для ограниченного числа учётных записей Google из США и Великобритании. Однако планируется постепенно расширять охват аудитории и языки, на которых Bard может работать.